# اتحاد فانواتو لكرة القدم
تأسس اتحاد فانواتو لكرة القدم في عام 1934م وانضم إلى الإتحاد الدولي لكرة القدم في 1988م وإنضم إلى اتحاد أوقيانوسيا لكرة القدم في 1988م.

## روابط إضافية
- Vanuatu at the FIFA website.
- Vanuatu at the OFC website.